# Harrachov
Harrachov település Csehországban, Semilyi járásban. Harrachov Kořenov, Rokytnice nad Jizerou, Paseky nad Jizerou, Szklarska Poręba és Orle településekkel határos. Lakosainak száma 1386 fő (2024. január 1.).

## Népesség
A település lakosságának változását az alábbi diagram mutatja:
| Lakosok száma | 1788 | 1750 | 1410 | 2013 | 1428 | 1757 | 1456 | 1421 | 1301 | 1386 |
|               | 1869 | 1890 | 1921 | 1950 | 1980 | 2001 | 2017 | 2019 | 2022 | 2024 |